# Dinaw Mengestu
Dinaw Mengestu (ur. 30 czerwca 1978 w Addis Abebie) – amerykański pisarz i dziennikarz pochodzenia etiopskiego.

## Życiorys
Urodził się 30 czerwca 1978 w Addis Abebie, w Etiopii. W wieku dwóch lat wyemigrował wraz z matką i siostrą do Stanów Zjednoczonych, gdzie dołączyli do ojca (który uciekł przed rewolucją komunistyczną). Zamieszkali w Peorii; uczęszczał do szkoły średniej w Oak Park.
Uzyskał tytuł bakałarza z języka angielskiego na Georgetown University oraz tytuł Master of Fine Arts (MFA) na Uniwersytecie Columbia z literatury.
Jako dziennikarz pisał reportaże dla Rolling Stone o wojnie w Darfurze, a dla Jane Magazine o wojnach w Ugandzie. Publikował także w Harper’s Magazine oraz The Wall Street Journal.
W 2007 zadebiutował powieścią The Beautiful Things that Heaven Bears (w Wielkiej Brytanii wydana jako Children of the Revolution), która przedstawia fikcyjną historię 17-letniej Sephy Stephanos, która uciekła przed rewolucją do USA. Za tę powieść został nagrodzony The Guardian First Book Award oraz otrzymał Lannan Literary Fellowship. Za tę powieść zdobył także francuską Prix Femina Étranger. Trzy lata później wydał powieść How to Read the Air (pol. Jak czytać znaki), za którą otrzymał w 2012 grant MacArthur Fellowship.

## Publikacje
- 2007: The Beautiful Things that Heaven Bears (także Children of the Revolution)
- 2010: How to Read the Air (Jak czytać znaki, przeł. Magdalena Krzyżosiak, Warszawa 2013)
- 2014: All Our Names (Wszystkie nasze imiona, przeł. Sławomir Studniarz, Warszawa 2015)